# Денежкин Камень
Де́нежкин Ка́мень — гора в России, на Северном Урале. Одна из высочайших вершин Урала. Её высота 1492 м.
Денежкин Камень образован из зернистого гиперстенита (сланцев и сиенито-гнейса). Около четверти его поверхности покрыто лесом; почти такая же часть — мелким кустарником; остальная часть представляет массу голых камней и скал. Лес состоит из хвойных деревьев, прежде всего сосны, а из лиственных здесь растёт берёза, ольха, рябина; малина весьма распространена. Денежкин Камень имеет четыре отдельные вершины. Подъём на гору труден и небезопасен в силу неожиданных перемен погоды. По словам путешественников, общее впечатление природы и вид с горы суровы, мрачны и неприветливы. На склонах Денежкиного Камня берут начало реки бассейна Сосьвы: Супрея, Шарп, Шегультан и другие. Гора находится на территории одноименного заповедника и посещение её полностью запрещено.

## Этимология
Название горы происходит от имени проживавшего тут манси по имени Денга Ондрюшин (Андрея Денежкина), жившего в становище по реке Сосьве. Он упоминается в ясашной книге верхотурского уезда 1625—1626 годов, а также П. С. Палласом: «Над Сосвою близ юрт богатого вогульца Денежкина».
На языке манси этот массив называется Ось-Тагт-Талях-Нёр-Ойка («Хозяин гор верховья Южной Сосьвы») или Ось-Тагт-Талях-Ялпынг-Нёр-Ойка («Святой хозяин гор верховья Южной Сосьвы»). У манси существует легенда, согласно которой когда-то «нёр-ойка» жил в районе озера Турват, но он мешал манси ходить по Уралу, поэтому могучий Тагт-Талях-Ялпынг-Нёр-Ойка — «Святой хозяин гор верховья Северной Сосьвы» отправил его подальше на юг. Именно так возник Денежкин Камень, а на его прежнем месте появилось озеро Мань-Ялпынг-Тур («Малое Святое озеро»), или Малый Турват.

## Фольклор
Про Денежкин Камень Павел Бажов пишет в сказе «Богатырева рукавица»:

— Тебе спасибо на ласковом слове. Утешил ты меня, утешил, — говорит старый богатырь, а сам глаза закрыл и стал гора горой. Кто его раньше не знал, те просто зовут Денежкин камень. На левом скате горы рудный выход обозначился. Это где сорока окаменела. Пестренькое место. Не разберешь, чего там больше: черного ли, али белого, голубого. Где хвостовое перо пришлось, там вовсе радуга смолой побрызгана, а черного глаза в веселом зеленом ободке не видно, — крепко закрыт. И зовется то место — урочище Сорочье.